# 伊兴豪森
伊兴豪森（德語：Ichenhausen，發音：[ɪçn̩ˈhaʊzn̩] ⓘ）是德国巴伐利亚州施瓦本行政区金茨堡县的城市，面积34.27平方千米，2023年12月31日人口为9,403人。